# Grampians-Nationalpark
Der Grampians-Nationalpark ist ein Nationalpark im australischen Bundesstaat Victoria. Der Name Grampians wurde 1836 von Sir Thomas Mitchell ausgewählt, da das Gebirge ihn an die Grampian Mountains in Schottland erinnerte. Inzwischen wird auch die indigene Bezeichnung des Gebietes, Gariwerd, des Öfteren im öffentlichen und offiziellen Sprachgebrauch verwendet.

## Geographie

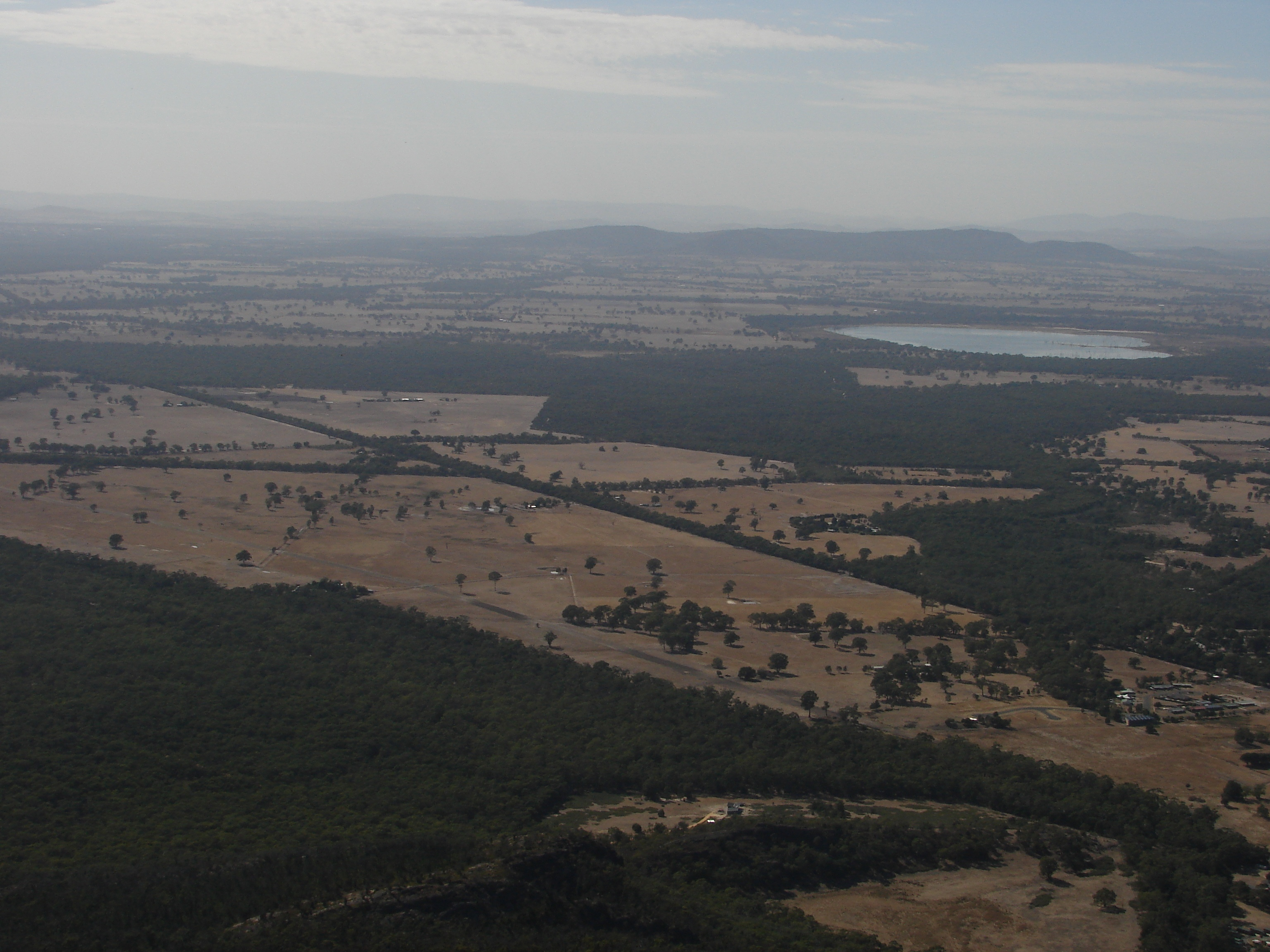
Blick von Boroka Lookout über die Landschaft östlich der Grampians. Rechts hinten der Lake Fyans

Das Grampians-Gebirge liegt im dünn besiedelten inneren Landesteil von Victoria, rund 250 km westlich von Melbourne und 100 km nördlich der australischen Südküste gelegen. Die nächstgelegenen, nicht sehr großen Städte in der Umgebung sind Hamilton im Südwesten, Horsham im Nordwesten und Stawell im Osten. Touristisches Zentrum der Grampians ist der Ort Halls Gap. Besucher, die sich von Süden, von der Küste her, den Grampians nähern, gelangen über den kleinen Ort Dunkeld, vorbei am Mount Abrupt, auf die Grampians Road und in das Innere des Gebirges.
Die Grampians bilden den westlichsten Teil der australischen Great Dividing Range und bestehen aus vier Höhenzügen, die überwiegend von Norden nach Süden verlaufen: Der Mount William Range im Osten, der Serra Range im Süden und der Mitte, der Victoria Range im Westen und der Mount Difficult Range im Norden. Die Höhenzüge fallen Richtung Osten abrupt ab, mit vielen Steilwänden und Überhängen, während nach Westen hin sanftere Abhänge vorherrschen. Der zentrale Gebirgsstock südöstlich von Halls Gap wird gerne auch mit dem touristisch werbewirksamen Namen Wonderland Range bezeichnet.
Die Bergkämme erheben sich mehr als tausend Meter über die umgebende Tiefebene. Die höchste Erhebung ist Mount William im Westen mit einer Höhe von 1167 m.

## Klima

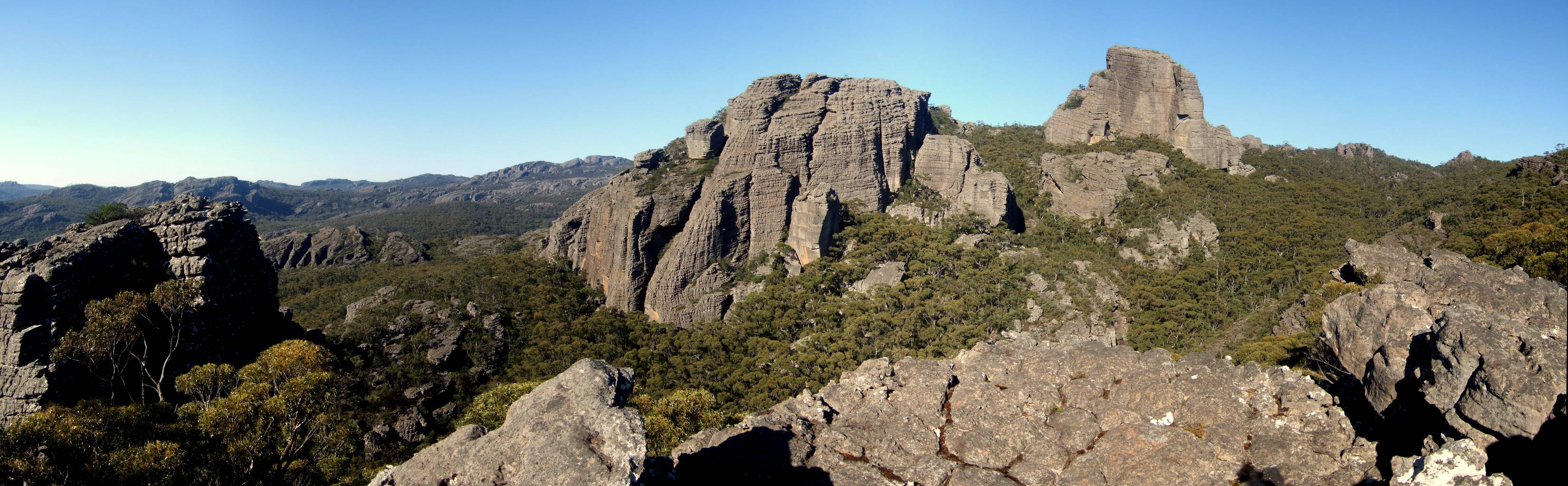
Bergformation The Fortress im Grampians-Nationalpark

Bei nördlichen Winden kann es auch in den Grampians im Sommer zu Hitzewellen mit Temperaturen über 35° kommen. Generell ist das Klima aber kühler und milder als in der Umgebung.
Mit jährlichen Niederschlagsmengen von mehr als 1.000 l/m² sind die Grampians deutlich wasserreicher als die umgebende semi-aride Tiefebene. Im Winter kommt es gelegentlich zu Schneefällen.

## Geologie

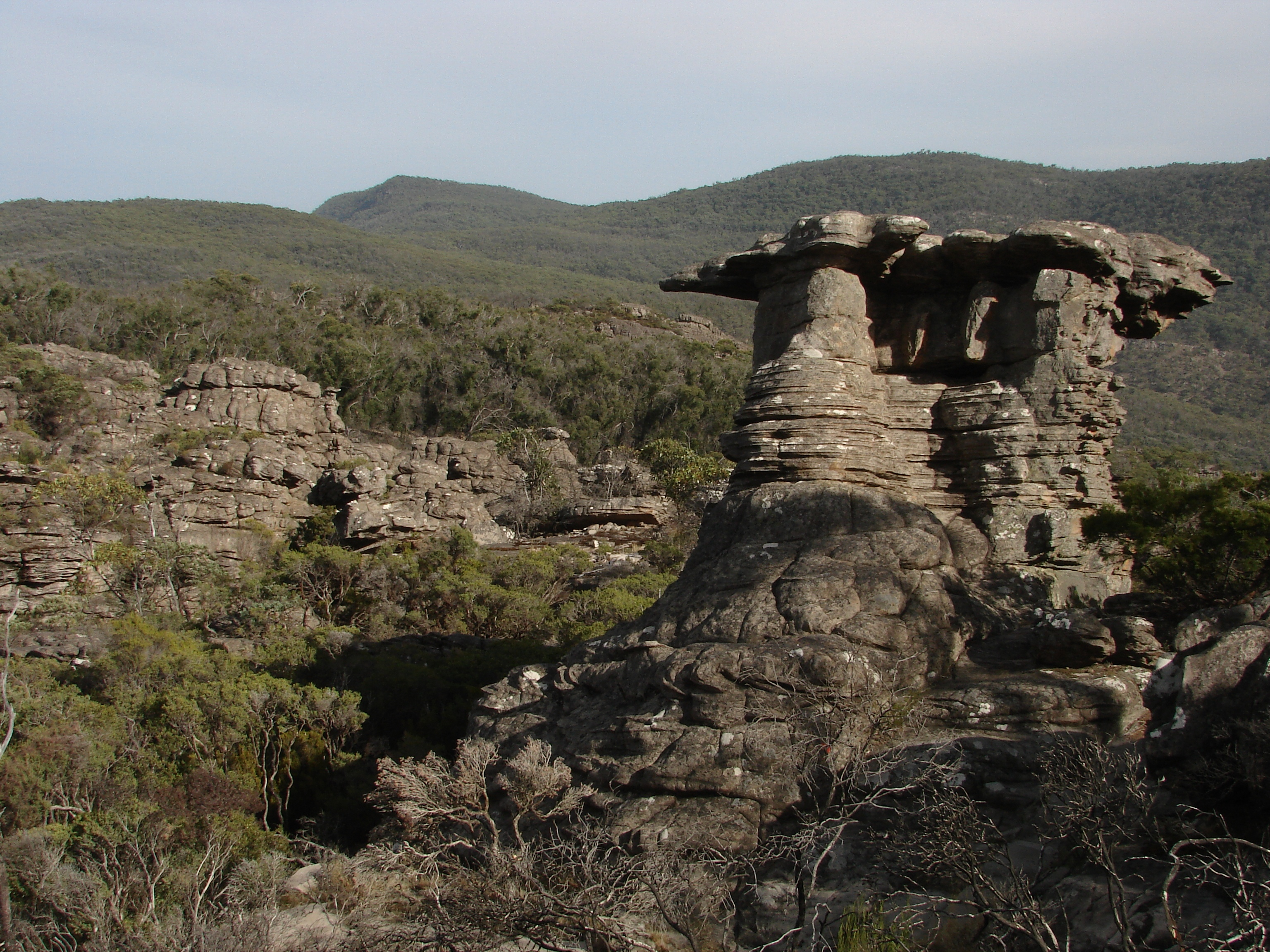
Felsformation in der Wonderland Range

Der Sandstein, aus dem die Bergrücken im Wesentlichen bestehen, wurde im Devon vor rund 400 Millionen Jahren auf dem Grunde eines Meeres abgelagert. Die Sedimente erreichten eine Mächtigkeit von bis zu sieben Kilometern. Vor rund 370 Millionen Jahren wurden die Sedimente gefaltet und gekippt, und es bildeten sich mehrere Grabenbrüche, insbesondere das markante Tal westlich der Mount Williams Range. Vulkanische Aktivität vor rund 395 Millionen Jahren förderte Magma in Form von Dykes und Sills zu Tage, die beispielsweise in Form von verwitterten Granithügeln zwischen der Victoria und der Serra Range zu Tage treten. Auch in der Wonderland Range trifft man auf Dykes und Sills.
Die Umgebung der Grampians ist eine basaltische Tiefebene. Der Mount Rouse, 20 km südlich der Grampians bei Penshurst gelegen, und der Mount Napier 30 km südsüdöstlich der Grampians zeugen vom ehemaligen Vulkanismus in jenem Gebiet.

## Flora
Im australischen Frühling begegnet man in den Grampians einer Fülle von Blütenfarben. Die Grampians beherbergen rund 900 Arten von Blütenpflanzen, davon sind mehr als 20 endemisch. Einige Arten tragen das Wort Grampians in ihrem Namen (Auswahl):
- Grampians Thryptomene (Thryptomene calycina)
- Grampians Bauera (Bauera sessiliflora)
- Grampians Boronia (Boronia latipinna)
- Grampians Bossiaea (Bossiaea rosmarinifolia)
- Grampians Fringe-myrtle (Calytrix sullivanii)
- Grampians Grevillea (Grevillea confertifolia)
- Grampians Grey Gum (Eucalyptus alaticaulis)
- Grampians Stringybark (Eucalyptus serraensis)
- Grampians Parrot-pea (Dillwynia oreodoxa)
- Grampians Trigger-plant (Stylidium soboliferum)

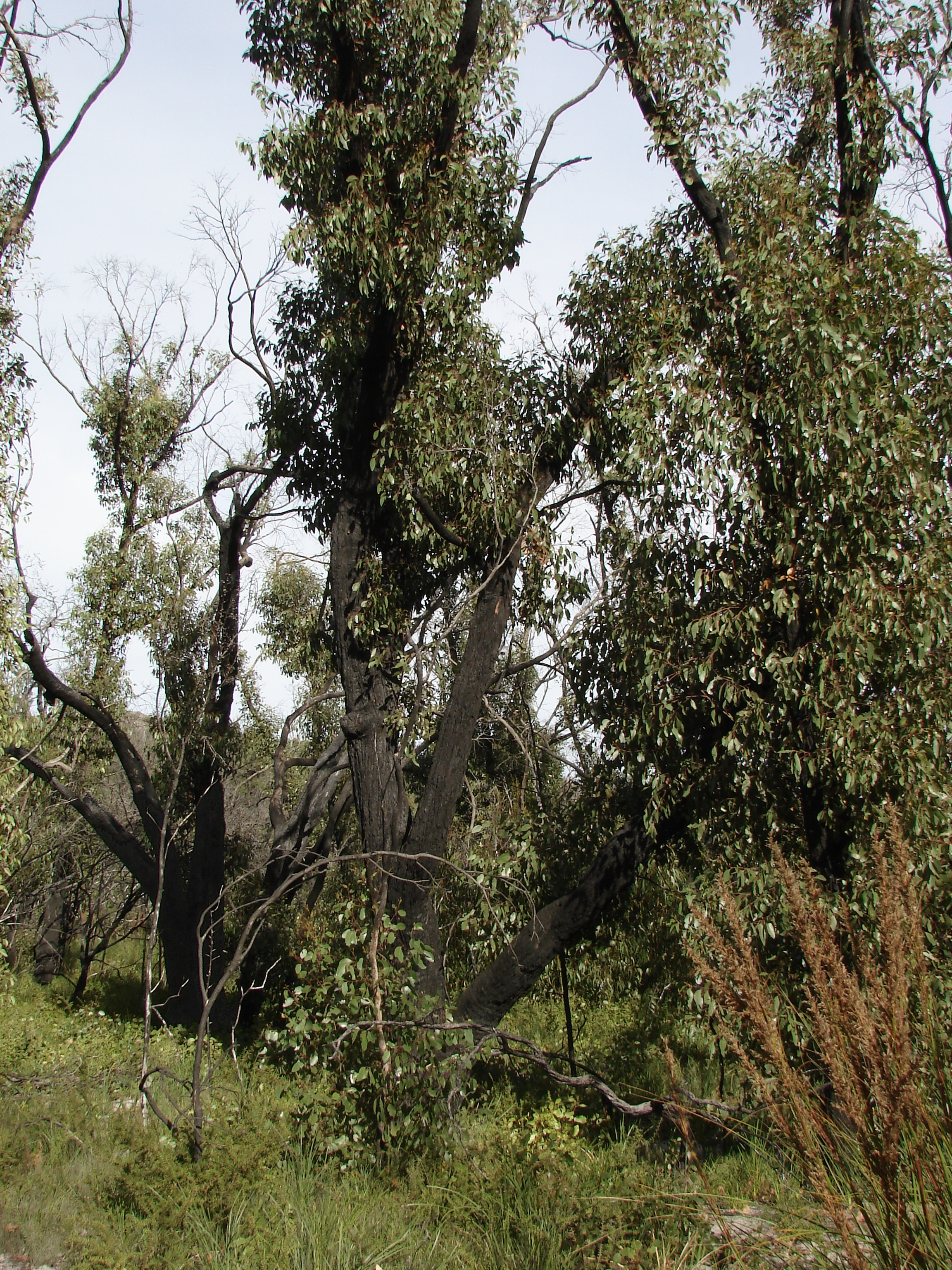
Verkohlte Eukalyptusbäume treiben erneut aus

Man findet im Park eine Reihe seltener oder bedrohter Pflanzenarten, beispielsweise die Mountain Bertya (Bertya findlayi), die Scented Bush-pea = Duftende Buscherbse (Pultenaea graveolens) und die Spiral Sun-orchid (Thelymitra matthewsii).

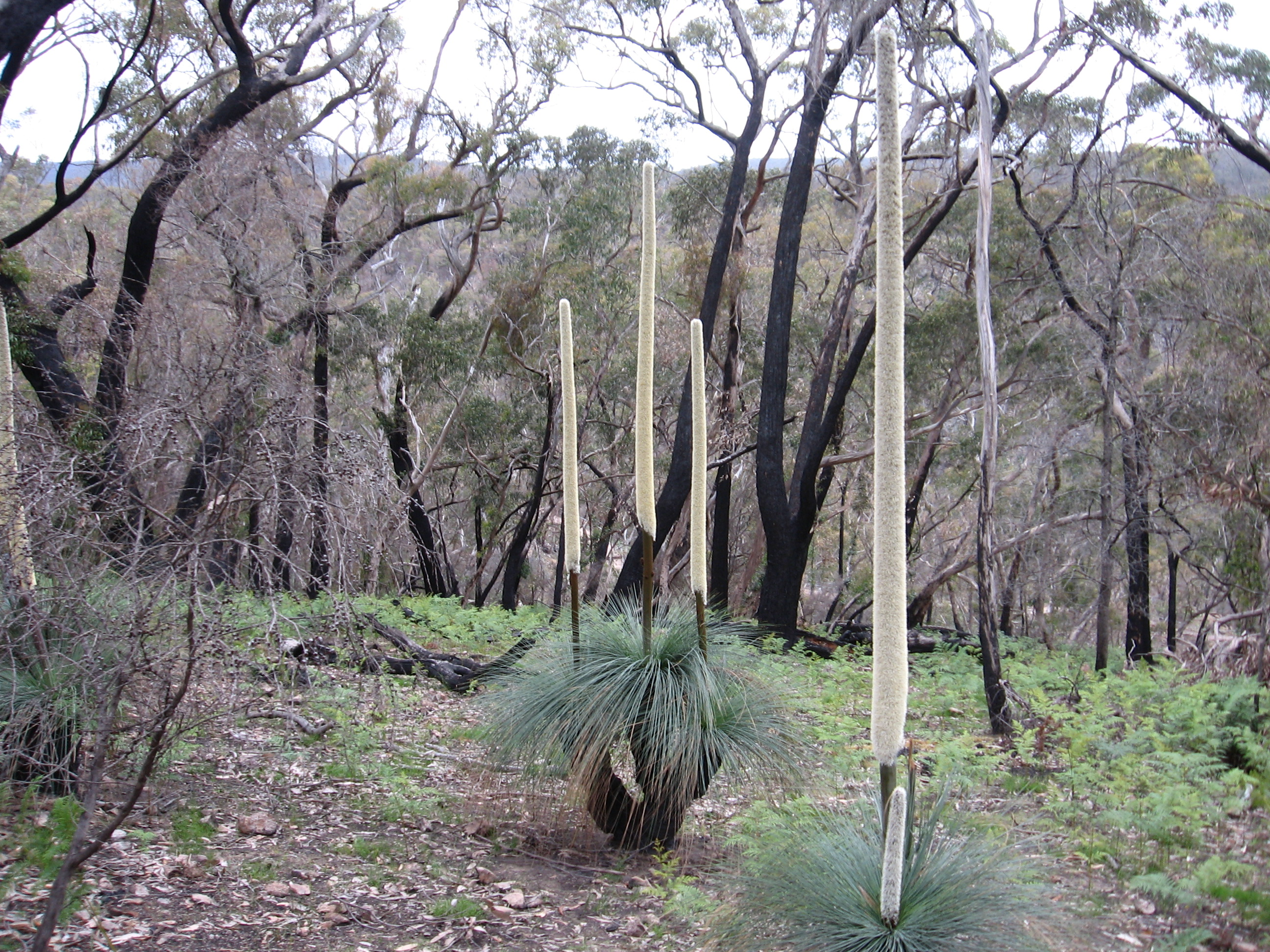
Grasbaum (Xanthorrhoea australis) mit Blütenstand (Grampians, Oktober 2006)

Unter anderem trifft man folgende Pflanzengemeinschaften an:
- Subalpine, dichte Wälder findet man in den feuchten, exponierten Höhenregionen, beispielsweise am Mount William und am Mount Rosea. Sie bestehen aus dichten, hoch wachsenden Baum- und Buschbeständen, beispielsweise von Grampians Gum, Banksien-Arten und Shining Tea-tree (Leptospermum nitidum). Man findet man blühende Wildblumen wie die Silver Daisy und die Mount William beard heath = Bartheide (Leucopogon thymifolius).
- Hohe, offene Stringybark-Wälder mit dichtem Unterholz findet man an den geschützten Abhängen der Haupt-Bergzüge. Neben Messmate Stringybark (Eucalyptus obliqua) findet man als hohe Bäume die Arten Manna Gum (Eucalyptus viminalis), Brown Stringybark (Eucalyptus baxteri) und Mountain Grey Gum (Eucalyptus cypellocarpa). Als Unterwuchs findet sich eine Vielfalt von Farnen; auch Veilchen-Arten kann man dort antreffen.
- Offene Red Gum Forests finden sich auf den feuchten, fruchtbaren alluvialen Böden der Bach- und Flussniederungen. Hier sieht man feuchtigkeitsliebende Eukalyptus-Arten wie River Red Gum (Eucalyptus camaldulensis) und Swamp Gum (Eucalyptus ovata). Als Unterwuchs findet man mitunter, neben verschiedenen Arten feuchtigkeitsliebender Gräser und anderer krautiger Pflanzen, fleischfressende Pflanzen der Gattung Utricularia.
- An Abhängen mit mageren Böden und rascher Wasserversickerung findet man lichte Heidewälder. Über einem Unterwuchs aus Heidepflanzen trifft man dort auf Bäume von Shiny Peppermint(Eucalyptus tenuiramis) und Brown Stringybark (Eucalyptus baxteri).
- Auf trockenen, sandigen Böden, besonders im Victoria Valley, trifft man auf offene, baumlose Heide.

### Buschfeuer
Buschfeuer in Australien gehören zum normalen ökologischen Zyklus.
Ein heftiges Feuer tobte im Januar 2006. Verkohlte Baumstämme in den Bergwäldern zeugten noch zwei Jahre später von diesem Ereignis. Die Natur zeigte jedoch bald danach Zeichen der Regeneration. Viele der angekohlten Eukalyptusbäume trieben bald wieder kräftig aus. Einige Pflanzenarten sind zum Auskeimen sogar auf die Asche oder Wärme eines Feuers angewiesen. Charakteristisch im Erscheinungsbild für solche Regenerationsflächen sind häufig die Kangaroo-tails (Xanthorrhoea australis), eine Grasbaum-Art, die ihre Bezeichnung aufgrund der Form ihres Blütenstandes haben, den sie nach Waldbränden oder langen Trockenperioden ausbilden.
Während der schweren Buschfeuer Anfang 2009 waren die Grampians von starken Bränden betroffen.
Im Januar 2014 verbrannte ein Buschfeuer eine Fläche 330 km² (nach NASA 430 km²) im Grampians-Nationalpark, dabei kam eine Frau ums Leben und zwei Häuser wurden zerstört. Bei diesem Brand erhob sich eine Feuerwolke (genannt Pyrocumulonimbus) bis auf eine Höhe von 12 Kilometer, die ein eigenes Wetter mit Blitzen und Sturmböen erzeugte.

## Fauna

### Säugetiere

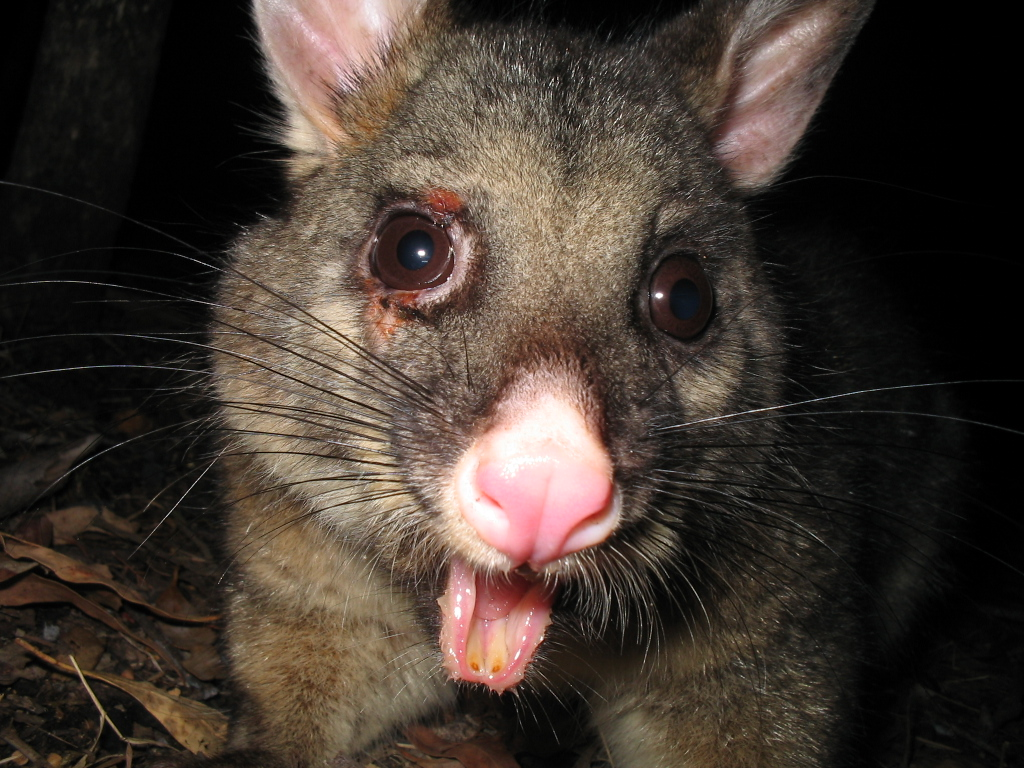
Fuchskusu im Grampians-Nationalpark

Im Park leben 35 Säugetierarten, darunter der Koala. Auch das scheue und gut getarnte Schnabeltier lebt an den Bächen im Nationalpark, lässt sich aber nur mit viel Glück und Geduld beobachten.
Mit fünf Känguru- und Wallaby-Arten (Westliches Graues Riesenkänguru, Östliches Graues Riesenkänguru, Rotnackenwallaby, Sumpfwallaby) bieten die Grampians diesbezüglich die größte Vielfalt in Victoria. Viele Wallabys haben sich an die Nähe des Menschen gewöhnt. Sie äsen inmitten der Siedlungen auf Rasengrundstücken, beispielsweise auf den Schulsportplätzen, und man kann sich ihnen bis auf wenige Meter Entfernung annähern. Der bis in die 1980er Jahre verbreitete Brauch, die Kängurus zu füttern, ist inzwischen verpönt.

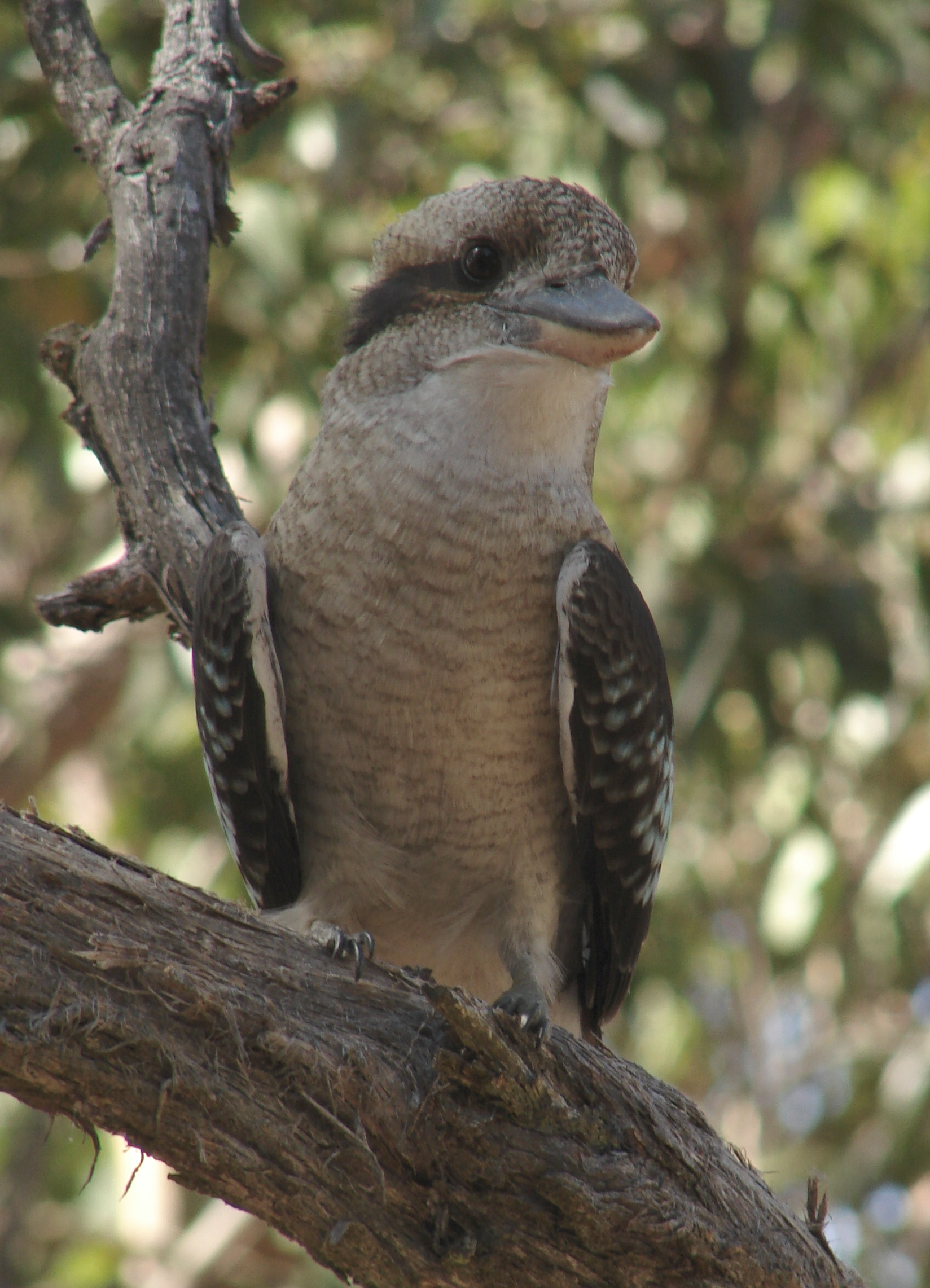
Jägerliest (Kookaburra)

In den Waldgebieten findet man Possum-Arten und Gleitbeutler, während die Heidegebiete dem Bilchbeutler und die Langschwanzmäuse-Art Pseudomys shortridgei (Heath mouse) ein Habitat bieten.

### Vögel
Rund 200 Vogelarten leben im Park. Papageien-, Kakadu- und Jägerliest-Arten trifft man in den Wäldern häufig an. Auf offenerem Gelände sieht man Verwandte unserer Zaunkönige, Australische Schnäpper, Fächerschwänze sowie den Australischen Pfeifer (aus der Familie der Dickköpfe). Auch eine relativ große Population von Wanderfalken trifft man im Park an.
Die ebenfalls häufig anzutreffenden Vogelarten Amsel, Goldzeisig und Star sind aus Europa oder Nordamerika stammende Neozoen.

### Reptilien

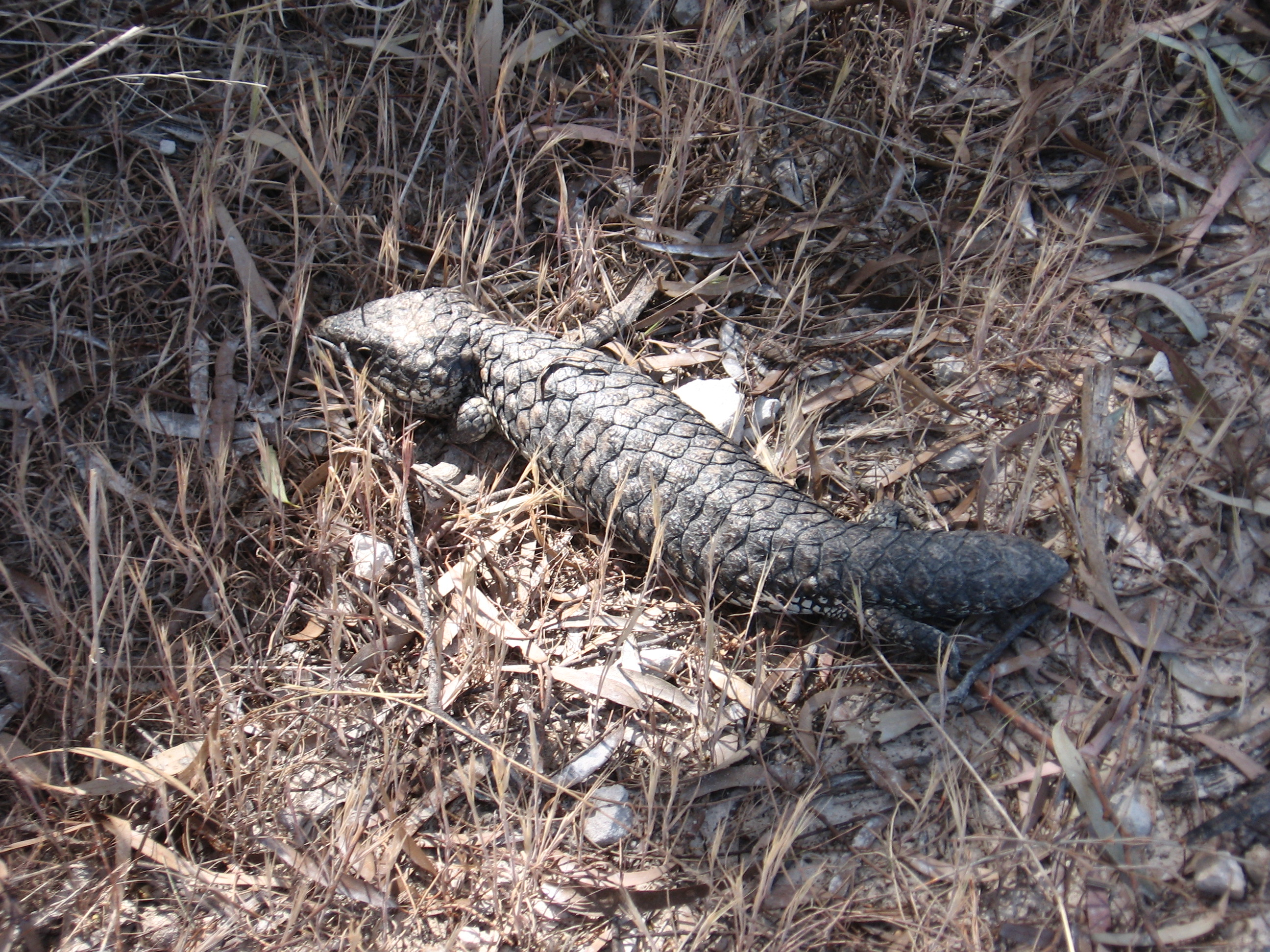
Tannenzapfenskink (Tiliqua rugosa) in den Grampians

Der Park beherbergt 28 Reptilienarten. Am häufigsten begegnet man Skink-Arten. Sieben Schlangen-Arten kommen im Nationalpark vor, darunter die hochgiftige Braunschlange und Tigerotter. Das Risiko einer Begegnung mit diesen Tieren ist allerdings gering, wenn man auf Wanderungen fest auftritt. Die Tiere spüren die durch die Schritte ausgelösten Erschütterungen und weichen ihrerseits Begegnungen mit Menschen aus. In den Sumpfgebieten kann man mit etwas Glück eine Australische-Schlangenhalsschildkröten-Art beobachten.

### Amphibien und Fische
Im Park leben elf Arten von Fröschen, deren Quaken vor allem in feuchten Nächten während der Paarungszeit im Winter und Frühjahr zu hören ist.
Zwölf Fischarten wurden in den Gewässern des Parks entdeckt. Die einheimischen sechs Arten sind klein und unscheinbar. Unter den sechs Arten von Neozoen findet man die Regenbogenforelle und die Bachforelle.

## Geschichte

### Die Ureinwohner

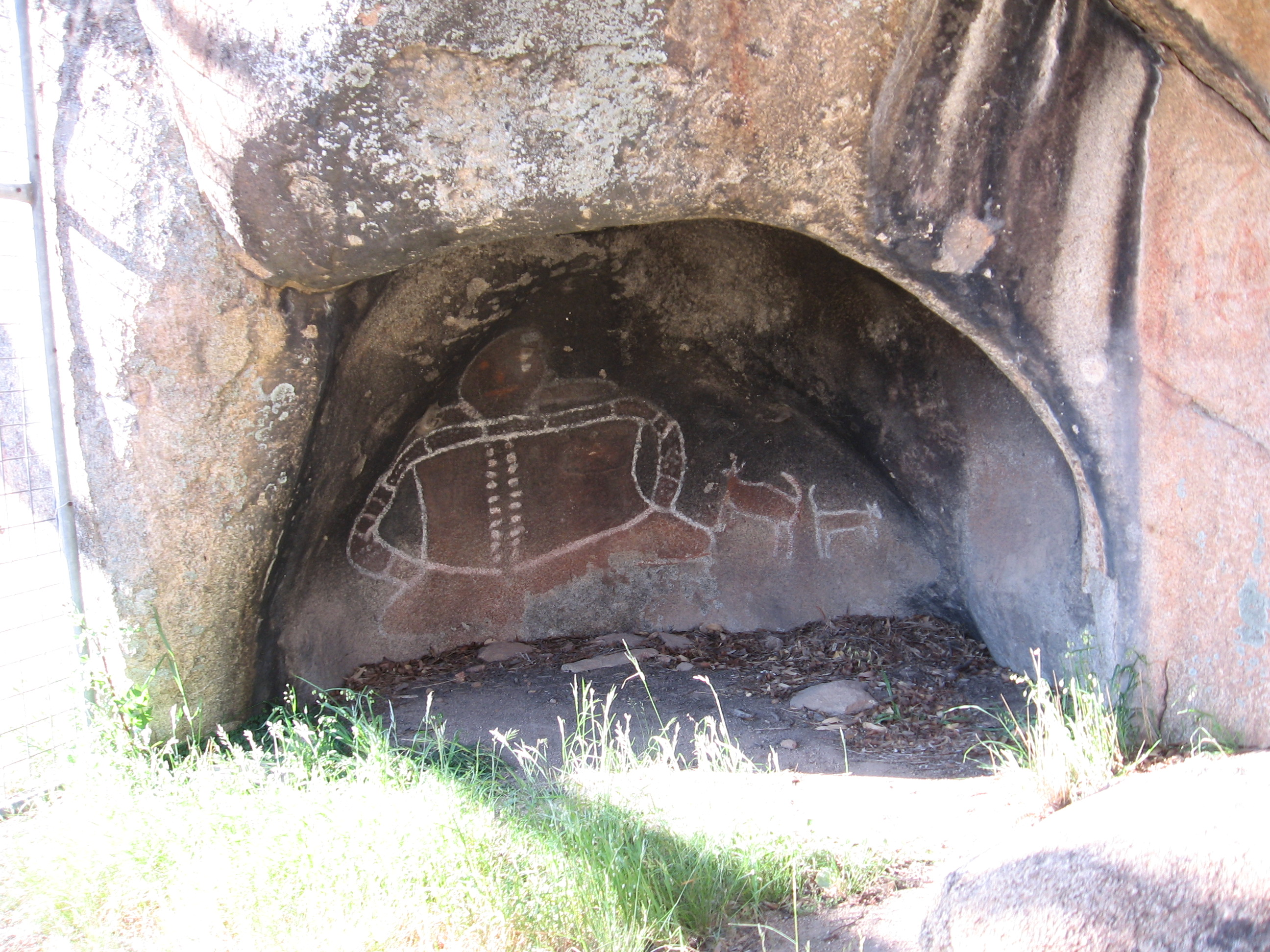
Aboriginal Felsmalerei im Grampians National Park

Verkohltes Holz an alten Feuerstätten, das mittels der Radiokohlenstoffdatierung analysiert wurde, beweist, dass Gariwerd seit mindestens 22.000 Jahren von den Ureinwohnern Australiens besiedelt wurde. Das Land war reich an Wasser und Nahrungsquellen, so dass die Menschen relativ auskömmlich leben konnten. Als pflanzliche Nahrungsmittel dienten so genannte Murnong-Wurzeln (Microseris lanceolata) sowie Früchte, Teile von Lilien und Orchideen und bestimmte Farnkräuter. Es gab reichlich Vogeleier. Fleischliche Nahrung kam von Reptilien, von Kängurus und von Kleinsäugetieren.
Als Unterkunft wurden häufig Höhlen und Felsüberhänge am Fuße der Steilhänge genutzt. Felszeichnungen in diesen Höhlen zeugen vom spirituellen Leben ihrer Bewohner. Die Grampians beherbergen mehr als 100 Fundstellen von Felszeichnungen der Ureinwohner und weisen damit die größte Dichte an solchen Fundstellen in ganz Victoria auf.
In diesem Gebiet lebten die Jardwadjali- und Djab-wurrung-Aborigines.

### Besiedlung durch europäische Einwanderer
Im Jahre 1836 entdeckte Major Thomas Livingstone Mitchell das Gebirge und gab ihm den Namen Grampians. Auch Edward Eyre, der Vieh über Land nach Adelaide trieb, erkundete und beschrieb die Gegend. Beide Männer berichteten von lohnenden Naturreichtümern, die es auszubeuten und zu ernten galt.
Ihr günstiger Bericht lockte bald danach Siedler ins Land. Zunächst waren dies Squatter, die zumeist von Schafherden lebten, die sie frei auf dem aus ihrer Sicht herrenlosen Land weiden ließen. 1860 wurde schließlich das Land in kleinere Areale aufgeteilt, die zu günstigen Preisen verkauft wurden. Mit diesen Siedlern kam der Getreideanbau in die Region. Weiderechte bestanden jedoch teilweise bis 1984 fort und wurden erst mit der Gründung des Nationalparks aufgehoben.
Die dort lebenden Aborigines der Jardwadjali und Djab wurrung leisteten Widerstand gegen die Kolonisation ihres Landes. Dies führte zu Konflikten und zu zahlreichen Massakern an Aborigines in den Jahren von 1840 bis 1849, die zum Tode von nachweislich etwa 300 und nach Schätzungen von mehr als 1.000 Aborigines führten.
Des Weiteren brachte die Rodung des Landes durch die Einwanderer für die Ureinwohner eine Verarmung der natürlichen Nahrungsmittel mit sich. Außerdem brachten die Siedler Infektionskrankheiten mit, wie die Pocken, die die einheimische Bevölkerung dezimierten. Einen weiteren Teil der Bevölkerung verschleppten sie zu entfernt gelegenen Reservaten und Missionen. Um 1900 war von den Aborigines, die man auf ursprünglich 4.500 bis 9.000 Personen schätzt, nur eine kleine Gruppe übrig geblieben.

### Wirtschaft und Industrie bis 1914
Als weiterer Wirtschaftszweig blühte im 19. Jahrhundert der Holzabbau auf. Eine Reihe von Sägemühlen nahm ihren Betrieb auf; Eisenbahnen transportierten das Holz von dort zur Küste. Bereits 1872 wurden jedoch 51 km² Wald als Staatswald unter Schutz gestellt. Dieses Schutzgebiet wurde 1875, 1884 und 1907 jeweils stark vergrößert. Die meisten Sägemühlen fielen schließlich dem großen Waldbrand von 1939 zum Opfer.
1870 begannen sich die Kaninchen, die rund 10 Jahre zuvor in Australien eingeführt worden waren, zu einer Landplage zu entwickeln. 1872 eröffnete der Steinmetz Francis Watkins einen Steinbruch am Mount Difficult, 1875 wurde eine Eisenbahnlinie zu diesem Steinbruch erbaut.
1897 wurde der McKenzie River zum Lake Wartook aufgestaut. Damit entstand der erste Stausee zum Zwecke der Wasserversorgung in Victoria.
Während der wirtschaftlichen Depression um 1900 waren die Grampians der Ort des letzten australischen Goldrauschs, nachdem 1897 bei Halls Gap Gold gefunden worden war.

### Tourismus und Naturschutz
Touristische Bedeutung bekamen die Grampians ebenfalls bereits im 19. Jahrhundert. 1868 erschien Thomas’ Guide for Excursionists from Melbourne, der die Grampians als Land großer Schönheit beschrieb. Ab 1870 wurde Halls Gap zum beliebten Ziel von Ausflüglern aus Ararat, Stawell und Melbourne. 1914 entstanden die ersten planmäßig angelegten Wanderwege. In diesem Jahr wurde auch der größte Teil der Grampians als Schutzgebiet ausgewiesen. Während der wirtschaftlichen Depression der 1920er und 1930er Jahre wurden einige Straßen, auch zum Zwecke der Arbeitsbeschaffung, in die Grampians gebaut. Diese erleichterten den Zugang zu dem Gebiet und schufen die Grundlage für weiteren Tourismus.
Planmäßig als Touristenort aufgebaut wurde Zumsteins in der Nähe der McKenzie Falls. Walter Zumstein hatte ab 1910 dort zunächst mit Erfolg eine Imkerei betrieben. Nach seinem Militärdienst im Ersten Weltkrieg dorthin zurückgekehrt, rodete er ab 1919 planmäßig den Buschwald und pflanzte rund 140 exotische Bäume, von denen viele heute noch stehen. Er baute Hütten für Touristen, schaufelte ohne Maschinenhilfe ein Schwimmbecken aus, baute Tennisplätze und pflanzte Wiesen, um Kängurus anzulocken. Der Ort wurde zu einem beliebten Ferienziel. Wegen Wasserverschmutzung wurde Zumsteins 1992 geschlossen und zu einem Platz für Tagesbesucher umgewidmet.
1984 erhielten die Grampians den Status eines Nationalparks. 1988 wurde das Besucherzentrum und 1990 das gleich dahinter gelegene Brambuk Living Culture Centre eröffnet. 1991 trat ein duales Namenssystem in Kraft, das für 49 Orte und Objekte der Region die traditionellen Namen der Aborigines als im gleichen Maße gültige Bezeichnungen festsetzte.

## Kulturstätten
Gleich südlich von Halls Gap bietet das Brambuk Living Cultural Centre mittels Ausstellungen, Filmvorführungen, Theateraufführungen und Präsentationen einen Einblick in das Leben der örtlichen Ureinwohner, der Kooris. Die Architektur des Gebäudes, gestaltet vom Architekten Gregory Burgess, wurde mit einer Reihe von Preisen ausgezeichnet. Brambuk bezeichnet in der Sprache der Kooris den weißen Kakadu. Dessen Form, mit ausgebreiteten Schwingen, ist das Gebäude nachempfunden.
Von den rund 100 Fundstätten mit Felsmalereien sind vier für Besucher offen und mit dem Auto oder Bus erreichbar, nämlich Manja und Billimina in den westlichen Grampians und Ngamadjidj und Gulgurn Manja im Norden. Die Zeichnungen zeigen abstrakte Muster oder Darstellungen von Menschen, die oft eine spirituelle Bedeutung haben. Beispielsweise stellen sie Abbildungen der Ahnen dar. In Gulgurn Manja und Manja finden sich Abbildungen, in denen die Hände als Malwerkzeug eingesetzt wurden, oder in denen Abdrücke von Händen der Gegenstand des Werkes sind. Manja bedeutet Hand. An den beiden anderen Fundstätten sind die Malereien lineare Zeichnungen, die meist in einer einzigen Farbe, weiß oder rot, ausgeführt sind.

## Touren und Aussichtspunkte

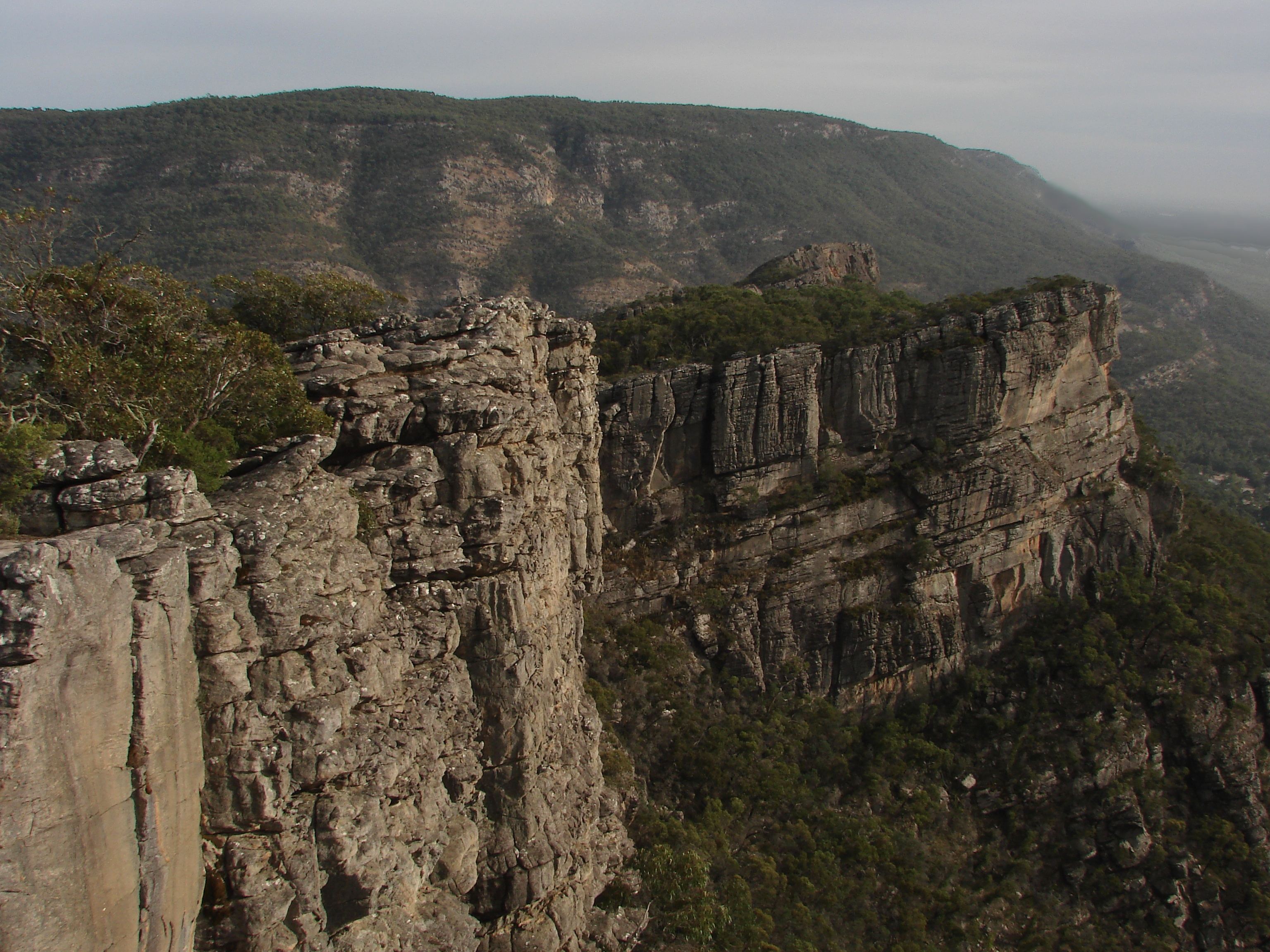
Felsabsturz, Blick vom Pinnacle oberhalb von Halls Gap

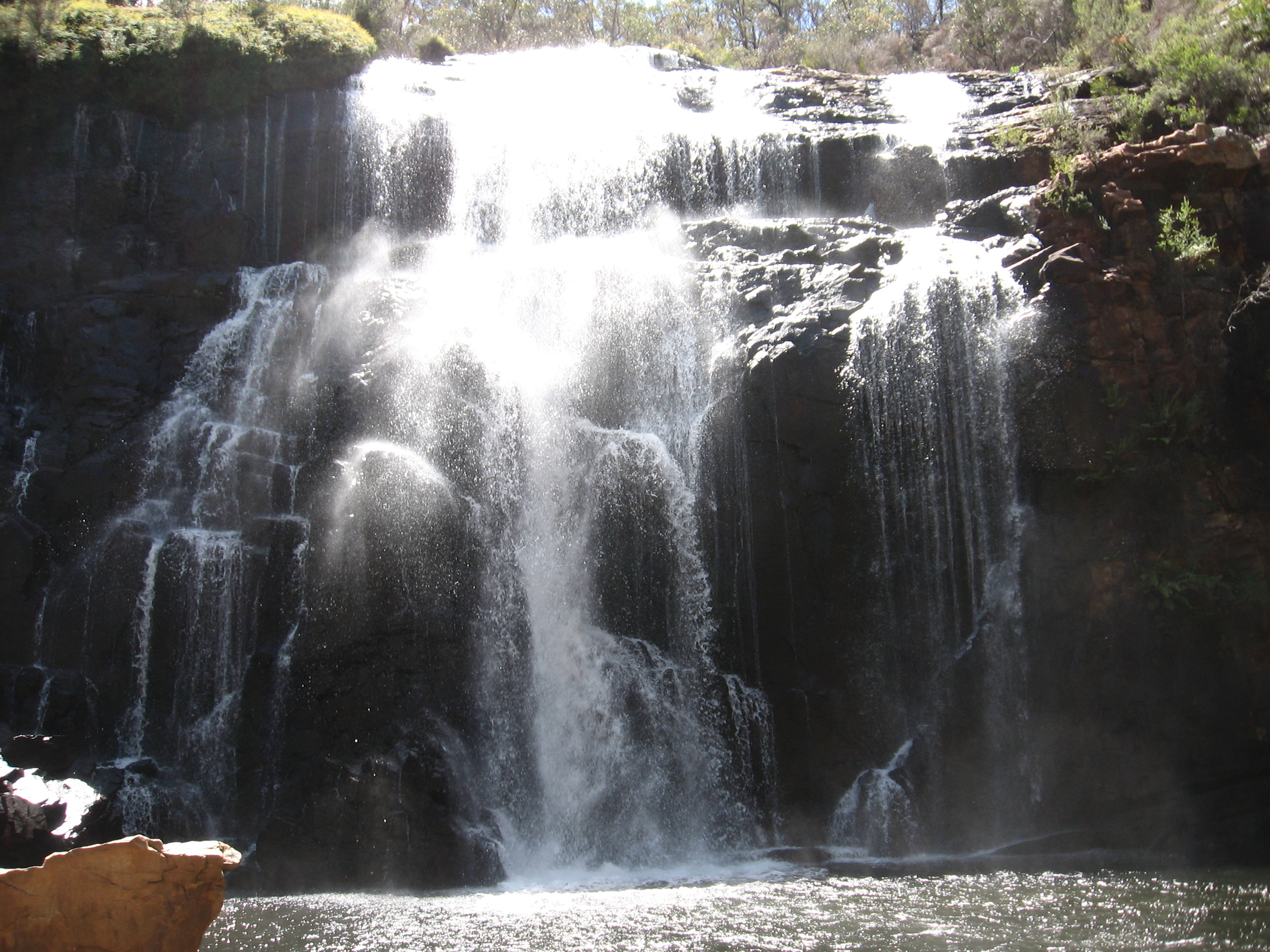
McKenzie Falls

Mit Pfaden und Wanderungen aller Schwierigkeitsgrade, vom kurzen Spaziergang über gepflegte Wege bis zu mehrtägigen Wanderungen durch unwegsames Gelände, kommt der Park vielen Bedürfnissen entgegen. Die Parkverwaltung unterhält und pflegt mehr als 200 km an Wanderpfaden und Spazierwegen.
Eine sehr beliebte Wanderung führt vom Wonderland Car Park oberhalb von Halls Gap hinauf zum Aussichtspunkt Pinnacle und in einer Schleife wieder zurück zum Ausgangspunkt. Die Tour führt durch eine malerische Schlucht, den Grand Canyon, durch einen nur schulterbreiten Felsgang, die Silent Street, durch lichte Bergwälder und über schrundige Abhänge mit großen, bizarren Felsbrocken hinauf zu einer exponierten Felsnadel oberhalb der senkrechten Wand. Der Aussichtspunkt ist allerdings mit Geländer gut abgesichert. In der Saison wählen Tag für Tag Dutzende von Touristen diesen Pfad. Man muss einen guten halben Tag dafür einkalkulieren. Wenn man die längere Variante wählt und den ganzen Weg von Halls Gap, vorbei an den Kolken des Venus Bath, zu Fuß macht, muss man sogar mit einem ganzen Tag rechnen.
Die ebenfalls nicht weit entfernt von Halls Gap liegenden Aussichtspunkte Boroka Lookout und Reeds Lookout sind über asphaltierte Straßen direkt mit dem Auto erreichbar. Die spektakulären Felsüberhänge der Balconies, auch Mouth of Death genannt, erreicht man über einen einfachen kurzen Spazierweg binnen 20 Minuten von Reeds Lookout. Früher pflegten wagemutige Touristen sich auf die Balconies oberhalb des Abgrundes zu stellen und sich dort fotografieren zu lassen. Inzwischen ist der Zugang jedoch gesperrt. Man kann das Mouth of Death nur noch von der Seite aus in Augenschein nehmen – auf einer zwar exponierten, jedoch mit Geländern gesicherten Felsplatte stehend.
Vom Picknickplatz Zumsteins aus führen zwei Pfade zu den McKenzie Falls. Das Wasser stürzt in mehreren Stufen über einen Dyke aus tiefschwarzem Basalt. Der indigene Name der Fälle lautet Mihunang wirab, was in etwa „Schwarzer Fisch an der Oberfläche des Wassers treibend“ bedeutet.
Ein Pfad für schwindelfreie Wanderer ist der Briggs Bluff, der von Roses Gap aus in einem fünfstündigen Rundkurs an der Felskante des Mount Difficult entlangführt. Er sollte nur an Tagen mit guter Sicht in Angriff genommen werden.
Auch im Felsenchaos des Mount Stapylton und des Hollow Mountains im äußersten Norden des Gebirges finden erfahrene, berggewohnte Wanderer lohnende Ziele. Der allein stehende Mount Zero bietet als letzter nördlicher Vorposten des Gebirges weite Ausblicke über die Tiefebene.
Ein ähnliches Erlebnis bietet als südlicher Eckposten des Gebirges der oberhalb von Dunkeld gelegene Mount Abrupt, der mit einem abrupten Steilhang aus der Ebene aufsteigt.
Am höchsten Berg der Grampians, dem Mount Williams, kann man auf einer Stichstraße bis fast zum Gipfel mit dem Auto heranfahren. Das letzte Stück ist für Autos gesperrt, aber der breite Schotterweg, der in Serpentinen zum Gipfel führt, ist nicht sehr weit und einfach zu gehen.
Auch ein gut gewartetes Mountain Bike ist in dem urwüchsigen, aber nicht weglosen Gelände ein gutes Fortbewegungsmittel. Beliebt sind die Tour von Zumsteins zum Wonderland, die auch an den McKenzie Falls und am Pinnacle vorbeiführt, und die mehrtägige Tour von Zumsteins in die Victoria Range. Diese Touren sind allerdings anspruchsvoll und sollten nur von gut trainierten und geübten Fahrern nach sorgfältiger Erkundigung der Verhältnisse unternommen werden.

Blick vom Mt. William